# Wüsten-Schmalfuß-Beutelmaus

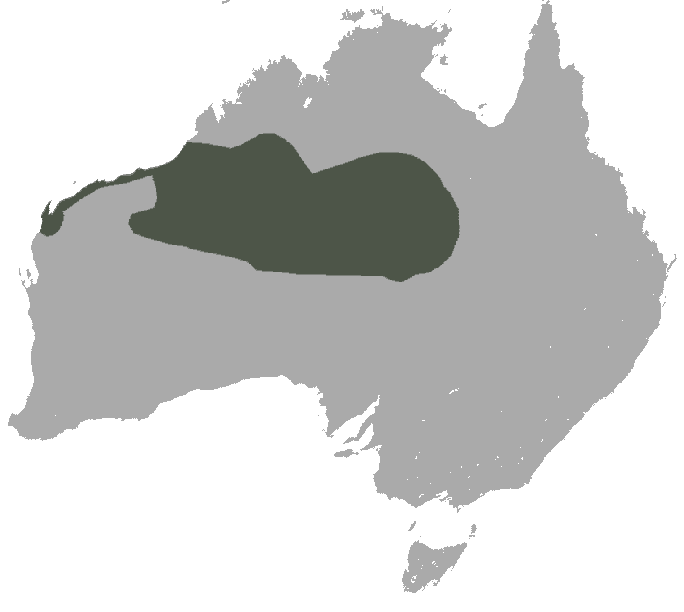
Verbreitungsgebiet

Die Wüsten-Schmalfuß-Beutelmaus (Sminthopsis youngsoni) ist eine Beutelsäugerart aus der Gattung der Schmalfuß-Beutelmäuse, die im Landesinnern Australiens und in weiten Bereichen des nördlichen Westaustraliens unter anderem auch in küstennahen Dünen vorkommt.

## Beschreibung
Die Kopf-Rumpf-Länge dieser Art beträgt 66 bis 71 mm, dazu kommt ein 62 bis 68 mm langer Schwanz. Das Gewicht variiert zwischen 8,5 und 12 g. Sie ist damit kleiner als die südlich ihres Verbreitungsgebietes vorkommende Große Haarfüßige Schmalfuß-Beutelmaus (Sminthopsis hirtipes) und hat auch einen kürzeren Schwanz, kürzere Ohren und kleinere Hinterfüße in Relation zur Körpergröße. Beide Arten unterscheiden sich von anderen Schmalfuß-Beutelmäusen durch ihre breiten Füße, ihre körnigen Fußsohlen und die silbrigen Haare an den Fußsohlen. Diese Haare sind bei der Wüsten-Schmalfuß-Beutelmaus kürzer und stehen weniger dicht als bei der Großen Haarfüßige Schmalfuß-Beutelmaus. Der körpernahe Abschnitt des Schwanzes der Wüsten-Schmalfuß-Beutelmaus ist normalerweise leicht geschwollen. Das Rückenfell ist braungelb, die Bauchseite weißlich.

## Verbreitung und Lebensraum
Die Wüsten-Schmalfuß-Beutelmaus kommt in den rot gefärbten Wüsten des inneren Australiens, in Sanddünen und im offenen Buschland vor. Ihr Lebensraum wird bestanden von Akazien, Grevilleen, Myrtenheiden und Thryptomene, sowie von inselartigen Beständen von Kasuarinen, Eukalypten, Owenia und Stachelkopfgräsern. Sie ist nachtaktiv und verbringt den Tag in Höhlen unter dem Erdboden, oft in solchen, die von Agamen oder Spinnen gegraben wurden. Über die Ernährung der Art ist bisher nichts genaueres bekannt. Wüsten-Schmalfuß-Beutelmäuse bekommen ihre Jungen vor allem im Frühling, kurz bevor die Population von Wirbellosen in den warmen Monaten drastisch zunimmt. Weibchen mit Jungtieren im Beutel, maximal sechs, wurden vor allem in den Monaten September bis Januar gefangen. Männchen mit geschwollenem Skrotum wurden vor allem im August und September gefangen.

## Status
Die IUCN schätzt den Bestand der Wüsten-Schmalfuß-Beutelmaus wegen des großen Verbreitungsgebietes, der Häufigkeit der Tiere und wegen des Vorkommens in mehreren Schutzgebieten (u. a. Karlamilyi-Nationalpark u. Uluṟu-Kata-Tjuṯa-Nationalpark) als ungefährdet (Least Concern) ein.